# Бърнард Съмнър
Бърнард Съмнър (на английски: Bernard Sumner) е английски певец и китарист, роден на 4 януари 1956 г. в Солфорд, Голям Манчестър. Той е най-известен с участието си в легендарните групи „Джой Дивижън“ и „Ню Ордър“.

## „Джой Дивижън“
Съмнър е един от създателите на групата, основана през 1977 г. бандата бележи значителен успех за своето време. Бърнард Съмнър участва в нея основно като китарист, но има и участия като певец и кейбордист. През 1980 г. се самоубива главния вокалист Иън Къртис, след което бандата се разпада

## „Ню Ордър“
Съмнър и останалите членове на разпадналата се Джой Дивижън, Питър Хук и Стефан Морис заедно с Джилиън Джилбърт формират „Ню Ордър“.